# Lactobacillus algidus
Lactobacillus algidus è una specie di batterio appartenente alla famiglia delle Lactobacillaceae.